# LG L 시리즈
LG L은 LG전자의 보급형 스마트폰 제품군이다.제품은 다음과 같다.

## 안드로이드 스마트폰
- LG L40
- LG L70
- LG L90

## 같이 보기
- LG 뷰
- LG F